# State of Origin 1981
Das State-of-Origin-Spiel 1981 war die zweite Ausgabe des Rugby-League-Turniers State of Origin. Vor dem Spiel hatten bereits zwei andere Spiele zwischen Queensland und New South Wales stattgefunden, die nicht nach State-of-Origin-Regeln stattfanden und beide von New South Wales gewonnen wurden. Das Spiel fand am 28. Juli im Lang Park in Brisbane statt und wurde von Queensland 22:15 gewonnen. Es sollte das letzte einzelne Spiel nach State-of-Origin-Regeln sein, da alle darauffolgenden State-of-Origin-Turniere im Best-of-Three-Modus stattfanden, also aus drei Spielen bestanden.

## Vorgeschichte
Trotz des großen Erfolgs des ersten Spiels gab es immer noch Gegner des Konzepts, insbesondere in Sydney. Ron Casey vom Daily Mirror, der sich bereits vor dem ersten Spiel gegen das Konzept ausgesprochen hatte, war immer noch ein Gegner von diesem, er schrieb beispielsweise: „Dieses Spiel wird nichts beweisen, außer dass Brisbane der einzige Ort auf der ganzen Welt ist, wo es ernst genommen wird“.
Auch der Spieltermin wurde kritisiert, da er kurz nach einer Tour der australischen Nationalmannschaft gegen Frankreich angesetzt war. Steve Rogers, der damalige Kapitän der australischen Nationalmannschaft, äußerte sogar in einer Kolumne im Daily Telegraph den Wunsch, das Spiel abzusagen, da es für ihn das siebte Spiel in 24 Tagen gewesen wäre.

## Das Spiel
| 28. Juli | Queensland Maroons                                                                                | 22 : 15        | New South Wales Blues                                 | Lang Park, Brisbane Zuschauer: 25.613 Schiedsrichter: Kevin Steele |
| 28. Juli | Versuche: Backer, Close, Lewis, Strafversuch Erhöhungen: Meninga (4/4) Straftritte: Meninga (1/3) | (5:15) Bericht | Versuche: Grothe (2), Cronin Erhöhungen: Cronin (3/3) | Lang Park, Brisbane Zuschauer: 25.613 Schiedsrichter: Kevin Steele |

| 1                  | Colin Scott   |
| 2                  | Brad Backer   |
| 3                  | Mal Meninga   |
| 4                  | Chris Close   |
| 5                  | Mitch Brennan |
| 6                  | Wally Lewis   |
| 7                  | Ross Henrick  |
| 8                  | Chris Phelan  |
| 9                  | Paul McCabe   |
| 10                 | Rohan Hancock |
| 11                 | Rod Morris    |
| 12                 | Greg Conescu  |
| 13                 | Paul Khan     |
| Auswechselspieler: |               |
| 14                 | Norm Carr     |
| 15                 | Mark Murray   |

| 1                  | Phil Sigsworth |
| 2                  | Terry Fahey    |
| 3                  | Mick Cronin    |
| 4                  | Steve Rogers   |
| 5                  | Eric Grothe    |
| 6                  | Terry Lamb     |
| 7                  | Peter Sterling |
| 8                  | Ray Price      |
| 9                  | Les Boyd       |
| 10                 | Peter Tunks    |
| 11                 | Ron Hilditch   |
| 12                 | Barry Jensen   |
| 13                 | Steve Bowden   |
| Auswechselspieler: |                |
| 15                 | Garry Dowling  |